# Bactrocera paraverbascifoliae
Bactrocera paraverbascifoliae är en tvåvingeart som beskrevs av Drew och Raghu 2002. Bactrocera paraverbascifoliae ingår i släktet Bactrocera och familjen borrflugor.
Artens utbredningsområde är Kerala (Indien). Inga underarter finns listade.